# Cobar (Arábia Saudita)
Cobar (em árabe: الخبر‎; romaniz.: Al-Khubar) é uma cidade da Arábia Saudita na região Oriental. Segundo censo de 2010, havia 219 679 habitantes. Está a 6 metros de altitude.